# Atletismo nos Jogos Pan-Americanos de 2007 - Heptatlo feminino
O heptatlo foi um dos eventos do atletismo nos Jogos Pan-americanos de 2007, no Rio de Janeiro. A prova foi disputada no Estádio Olímpico João Havelange nos dias 24 (100 m com barreiras, salto em altura, lançamento de peso, 200 m) e 25 de julho (salto em distância, lançamento de dardo, 800 m) com 12 atletas de 9 países.

## Medalhistas
| Ouro   | CAN Jessica Zelinka   |
| Prata  | CUB Gretchen Quintana |
| Bronze | BRA Lucimara Silva    |

## Recordes
Recordes mundiais e pan-americanos antes da disputa dos Jogos Pan-americanos de 2007.
| Tipo                             | Atleta               | Pontos | Local    | Data                   |
| -------------------------------- | -------------------- | ------ | -------- | ---------------------- |
|                                  | Jackie Joyner-Kersee | 7291   | Seul     | 24 de setembro de 1988 |
| Recorde dos Jogos Pan-Americanos | Magaly García        | 6290   | Winnipeg | 28 de julho de 1999    |

## Resultados
- DNF: não completou a prova.
- DNS: não competiu na prova.

### 110 metros com barreiras
Os 110 metros com barreiras foi a prova de abertura do heptatlo realizada em 24 de julho as 14:20 (UTC-3).
| Série 1 | Série 1             | Série 1                  | Série 1 | Série 1            |
| Pos.    | Atleta              | País                     | Tempo   | Pontos (Tot. pts.) |
| ------- | ------------------- | ------------------------ | ------- | ------------------ |
| 1       | Jessica Zelinka     | CAN Canadá               | 13.26 s | 1086 (1086)        |
| 2       | Virginia Johnson    | USA Estados Unidos       | 13.53 s | 1046 (1046)        |
| 3       | Lucimara Silva      | BRA Brasil               | 13.64 s | 1030 (1030)        |
| 4       | Gretchen Quintana   | CUB Cuba                 | 13.83 s | 1003 (1003)        |
| 5       | Juana Rosa Castillo | DOM República Dominicana | 14.08 s | 967 (967)          |
| 6       | Natoya Baird        | TRI Trinidad e Tobago    | 14.32 s | 934 (934)          |

| Série 2 | Série 2              | Série 2            | Série 2 | Série 2            |
| Pos.    | Atleta               | País               | Tempo   | Pontos (Tot. pts.) |
| ------- | -------------------- | ------------------ | ------- | ------------------ |
| 1       | Yasmainy Pedroso     | CUB Cuba           | 13.88 s | 995 (995)          |
| 2       | Yaritza Rivera Ayala | PUR Porto Rico     | 13.95 s | 985 (985)          |
| 3       | Hyleas Fountain      | USA Estados Unidos | 14.05 s | 971 (971)          |
| 4       | Elizete Silva        | BRA Brasil         | 14.53 s | 905 (905)          |
| 5       | Daniela Crespo       | ARG Argentina      | 15.78 s | 741 (741)          |
| 6       | Mirian Quiñonez      | ECU Equador        | 16.72 s | 628 (628)          |

### Salto em altura
O salto em altura foi a segunda prova do heptatlo no dia 24 de julho as 15:00 (UTC-3).
- O: salto válido;
- XO: salto conquistado na segunda tentativa;
- XXO: salto conquistado na terceira tentativa;
- XXX: eliminada.

| Pos. | Atleta               | País                     | Marcas | Marcas | Marcas | Marcas | Marcas | Marcas | Marcas | Result. | Pontos (Tot. pts.) |
| Pos. | Atleta               | País                     | 1.50   | 1.53   | 1.56   | 1.59   | 1.62   | 1.65   | 1.68   | Result. | Pontos (Tot. pts.) |
| Pos. | Atleta               | País                     | 1.71   | 1.74   | 1.77   | 1.80   | 1.83   | 1.86   | 1.89   | Result. | Pontos (Tot. pts.) |
| ---- | -------------------- | ------------------------ | ------ | ------ | ------ | ------ | ------ | ------ | ------ | ------- | ------------------ |
| 1    | Daniela Crespo       | ARG Argentina            | -      | -      | -      | O      | O      | O      | O      | 1.74 m  | 903 (1644)         |
| 1    | Daniela Crespo       | ARG Argentina            | XO     | O      | XXX    |        |        |        |        | 1.74 m  | 903 (1644)         |
| 1    | Lucimara Silva       | BRA Brasil               | -      | -      | O      | O      | XO     | O      | O      | 1.74 m  | 903 (1933)         |
| 1    | Lucimara Silva       | BRA Brasil               | XO     | O      | XXX    |        |        |        |        | 1.74 m  | 903 (1933)         |
| 3    | Yasmiany Pedroso     | CUB Cuba                 | O      | -      | -      | O      | O      | O      | O      | 1.74 m  | 903 (1898)         |
| 3    | Yasmiany Pedroso     | CUB Cuba                 | O      | XO     | XXX    |        |        |        |        | 1.74 m  | 903 (1898)         |
| 4    | Juana Rosa Castillo  | DOM República Dominicana | -      | -      | O      | -      | O      | O      | XO     | 1.74 m  | 903 (1870)         |
| 4    | Juana Rosa Castillo  | DOM República Dominicana | XO     | XXO    | XXX    |        |        |        |        | 1.74 m  | 903 (1870)         |
| 5    | Gretchen Quintana    | CUB Cuba                 | -      | -      | O      | -      | O      | -      | XO     | 1.71 m  | 867 (1870)         |
| 5    | Gretchen Quintana    | CUB Cuba                 | -      | -      | XO     | XXO    | XXX    |        |        | 1.71 m  | 867 (1870)         |
| 6    | Yaritza Rivera Ayala | PUR Porto Rico           | -      | O      | -      | -      | O      | O      | XO     | 1.71 m  | 867 (1852)         |
| 6    | Yaritza Rivera Ayala | PUR Porto Rico           | XO     | XXX    |        |        |        |        |        | 1.71 m  | 867 (1852)         |
| 7    | Natoya Baird         | TRI Trinidad e Tobago    | -      | -      | -      | O      | XO     | O      | O      | 1.71 m  | 867 (1801)         |
| 7    | Natoya Baird         | TRI Trinidad e Tobago    | XXO    | XXX    |        |        |        |        |        | 1.71 m  | 867 (1801)         |
| 7    | Jessica Zelinka      | CAN Canadá               | -      | -      | -      | -      | -      | -      | XO     | 1.71 m  | 867 (1953)         |
| 7    | Jessica Zelinka      | CAN Canadá               | XXO    | XXX    |        |        |        |        |        | 1.71 m  | 867 (1953)         |
| 9    | Hyleas Fountain      | USA Estados Unidos       | -      | -      | -      | -      | -      | O      | O      | 1.68 m  | 830 (1801)         |
| 9    | Hyleas Fountain      | USA Estados Unidos       | -      | DNF    |        |        |        |        |        | 1.68 m  | 830 (1801)         |
| 10   | Elizete Silva        | BRA Brasil               | -      | O      | O      | O      | XO     | XXO    | XXX    | 1.65 m  | 795 (1700)         |
| 10   | Elizete Silva        | BRA Brasil               |        |        |        |        |        |        |        | 1.65 m  | 795 (1700)         |
| 11   | Mirian Quiñonez      | ECU Equador              | O      | O      | XO     | XO     | XXX    |        |        | 1.59 m  | 724 (1352)         |
| 11   | Mirian Quiñonez      | ECU Equador              |        |        |        |        |        |        |        | 1.59 m  | 724 (1352)         |
| 12   | Virginia Johnson     | USA Estados Unidos       | -      | -      | -      | XXO    | XXX    |        |        | 1.59 m  | 724 (1770)         |
| 12   | Virginia Johnson     | USA Estados Unidos       |        |        |        |        |        |        |        | 1.59 m  | 724 (1770)         |

### Lançamento de peso
O lançamento de peso foi a terceira prova do heptatlo no dia 24 de julho as 17:20 (UTC-3).
| Pos. | Atleta               | País                     | 1     | 2     | 3     | Result. | Pontos (Tot. pts.) |
| ---- | -------------------- | ------------------------ | ----- | ----- | ----- | ------- | ------------------ |
| 1    | Jessica Zelinka      | CAN Canadá               | 14.97 | 13.50 | 14.31 | 14.97 m | 859 (2812)         |
| 2    | Yasmiany Pedroso     | CUB Cuba                 | 14.12 | 13.64 | 13.60 | 14.12 m | 802 (2700)         |
| 3    | Juana Rosa Castillo  | DOM República Dominicana | 12.49 | 13.16 | 13.22 | 13.22 m | 742 (2612)         |
| 4    | Virginia Johnson     | USA Estados Unidos       | 12.13 | 13.19 | 12.88 | 13.19 m | 740 (2510)         |
| 5    | Gretchen Quintana    | CUB Cuba                 | 13.04 | 12.92 | 12.24 | 13.04 m | 730 (2600)         |
| 6    | Elizete Silva        | BRA Brasil               | 12.86 | 12.54 | 12.68 | 12.86 m | 718 (2418)         |
| 7    | Yaritza Rivera Ayala | PUR Porto Rico           | 12.41 | 11.45 | 11.19 | 12.41 m | 688 (2540)         |
| 8    | Lucimara Silva       | BRA Brasil               | X     | 10.92 | 10.91 | 10.92 m | 590 (2523)         |
| 9    | Mirian Quiñonez      | ECU Equador              | 9.85  | 10.20 | 10.24 | 10.24 m | 545 (1867)         |
| 10   | Natoya Baird         | TRI Trinidad e Tobago    | 9.63  | 9.41  | X     | 9.63 m  | 505 (2306)         |
| 11   | Daniela Crespo       | ARG Argentina            | 8.86  | 9.38  | 8.68  | 9.38 m  | 489 (2133)         |
| —    | Hyleas Fountain      | USA Estados Unidos       |       |       |       | DNS     | 0 (1801)           |

### 200 metros
Os 200 metros rasos foi a quarta prova do heptatlo no dia 24 de julho as 19:00 (UTC-3).
| Série 1 | Série 1             | Série 1                  | Série 1 | Série 1            |
| Pos.    | Atleta              | País                     | Tempo   | Pontos (Tot. pts.) |
| ------- | ------------------- | ------------------------ | ------- | ------------------ |
| 1       | Gretchen Quintana   | CUB Cuba                 | 23.90 s | 990 (3590)         |
| 2       | Jessica Zelinka     | CAN Canadá               | 24.07 s | 974 (3786)         |
| 3       | Lucimara Silva      | BRA Brasil               | 24.76 s | 909 (3432)         |
| 4       | Juana Rosa Castillo | DOM República Dominicana | 25.26 s | 863 (3475)         |
| 5       | Natoya Baird        | TRI Trinidad e Tobago    | 26.59 s | 746 (3052)         |
| —       | Hyleas Fountain     | USA Estados Unidos       | DNS     | 0 (1801)           |

| Série 2 | Série 2              | Série 2            | Série 2 | Série 2            |
| Pos.    | Atleta               | País               | Tempo   | Pontos (Tot. pts.) |
| ------- | -------------------- | ------------------ | ------- | ------------------ |
| 1       | Virginia Johnson     | USA Estados Unidos | 24.15 s | 966 (3476)         |
| 2       | Elizete Silva        | BRA Brasil         | 25.20 s | 869 (3287)         |
| 3       | Yaritza Rivera Ayala | PUR Porto Rico     | 25.69 s | 824 (3364)         |
| 4       | Yasmiany Pedroso     | CUB Cuba           | 25.81 s | 814 (3514)         |
| 5       | Mirian Quiñonez      | ECU Equador        | 25.98 s | 799 (2696)         |
| 6       | Daniela Crespo       | ARG Argentina      | 26.30 s | 771 (2904)         |

### Salto em distância
O salto em distância foi a quinta prova do heptatlo, a primeira disputada no dia 25 de julho as 15:55 (UTC-3).
| Pos. | Atleta               | País                     | 1    | 2    | 3    | Result. | Pontos (Tot. pts.) |
| ---- | -------------------- | ------------------------ | ---- | ---- | ---- | ------- | ------------------ |
| 1    | Gretchen Quintana    | CUB Cuba                 | 6.24 | 5.97 | 5.68 | 6.24 m  | 924 (4514)         |
| 2    | Virginia Johnson     | USA Estados Unidos       | 6.11 | X    | X    | 6.11 m  | 883 (4359)         |
| 3    | Lucimara Silva       | BRA Brasil               | 5.92 | X    | 6.03 | 6.03 m  | 859 (4291)         |
| 4    | Elizete Silva        | BRA Brasil               | 5.73 | X    | 5.75 | 5.75 m  | 774 (4061)         |
| 5    | Yaritza Rivera Ayala | PUR Porto Rico           | 5.72 | X    | X    | 5.72 m  | 765 (4129)         |
| 6    | Jessica Zelinka      | CAN Canadá               | 5.57 | 5.60 | 5.70 | 5.70 m  | 759 (4545)         |
| 7    | Yasmiany Pedroso     | CUB Cuba                 | 5.63 | 5.57 | 5.62 | 5.63 m  | 738 (4252)         |
| 8    | Daniela Crespo       | ARG Argentina            | X    | 5.04 | 5.50 | 5.50 m  | 700 (3604)         |
| 9    | Mirian Quiñonez      | ECU Equador              | 5.45 | 5.41 | 5.42 | 5.45 m  | 686 (3382)         |
| 10   | Juana Rosa Castillo  | DOM República Dominicana | 5.35 | 5.24 | 5.19 | 5.35 m  | 657 (4132)         |
| 11   | Natoya Baird         | TRI Trinidad e Tobago    | 4.65 | 4.89 | 4.87 | 4.89 m  | 530 (3582)         |
| —    | Hyleas Fountain      | USA Estados Unidos       |      |      |      | DNS     | 0 (1801)           |

### Lançamento de dardo
O lançamento de dardo foi a penúltima prova do heptatlo disputada em 25 de julho as 18:20 (UTC-3).
| Pos. | Atleta               | País                     | 1     | 2     | 3     | Result. | Pontos (Tot. pts.) |
| ---- | -------------------- | ------------------------ | ----- | ----- | ----- | ------- | ------------------ |
| 1    | Lucimara Silva       | BRA Brasil               | 44.78 | X     | X     | 44.78 m | 759 (5050)         |
| 2    | Elizete Silva        | BRA Brasil               | 44.15 | 42.49 | 40.18 | 44.15 m | 747 (4808)         |
| 3    | Jessica Zelinka      | CAN Canadá               | 41.71 | 40.27 | 43.67 | 43.67 m | 738 (5283)         |
| 4    | Yasmiany Pedroso     | CUB Cuba                 | 37.86 | 42.73 | 41.80 | 42.73 m | 720 (4972)         |
| 5    | Juana Rosa Castillo  | DOM República Dominicana | 42.62 | X     | 35.91 | 42.62 m | 718 (4850)         |
| 6    | Yaritza Rivera Ayala | PUR Porto Rico           | 36.56 | 31.03 | 32.72 | 36.56 m | 601 (4730)         |
| 7    | Gretchen Quintana    | CUB Cuba                 | X     | 33.25 | 35.79 | 35.79 m | 587 (5101)         |
| 8    | Virginia Johnson     | USA Estados Unidos       | 35.38 | 34.52 | 34.04 | 35.38 m | 579 (4938)         |
| 9    | Mirian Quiñonez      | ECU Equador              | X     | 32.12 | X     | 32.12 m | 517 (3899)         |
| 10   | Daniela Crespo       | ARG Argentina            | 26.59 | 28.61 | 29.97 | 29.97 m | 476 (4080)         |
| 11   | Natoya Baird         | TRI Trinidad e Tobago    | X     | 26.78 | X     | 26.78 m | 416 (3998)         |
| —    | Hyleas Fountain      | USA Estados Unidos       |       |       |       | DNS     | 0 (1801)           |

### 800 metros
Os 800 metros fechou as disputas do heptatlo no dia 25 de julho as 19:20 (UTC-3).
| Pos. | Atleta               | País                     | Tempo   | Pontos (Tot. pts.) |
| ---- | -------------------- | ------------------------ | ------- | ------------------ |
| 1    | Gretchen Quintana    | CUB Cuba                 | 2m14.53 | 899 (6000)         |
| 2    | Daniela Crespo       | ARG Argentina            | 2m16.58 | 871 (4951)         |
| 3    | Jessica Zelinka      | CAN Canadá               | 2m17.86 | 853 (6136)         |
| 4    | Lucimara Silva       | BRA Brasil               | 2m20.01 | 823 (5873)         |
| 5    | Yaritza Rivera Ayala | PUR Porto Rico           | 2m22.72 | 787 (5517)         |
| 6    | Elizete Silva        | BRA Brasil               | 2m25.10 | 756 (5564)         |
| 7    | Yasmiany Pedroso     | CUB Cuba                 | 2m27.87 | 720 (5692)         |
| 8    | Virginia Johnson     | USA Estados Unidos       | 2m30.95 | 681 (5619)         |
| 9    | Mirian Quiñonez      | ECU Equador              | 2m41.62 | 554 (4453)         |
| —    | Natoya Baird         | TRI Trinidad e Tobago    | DNS     | 0 (3998)           |
| —    | Juana Rosa Castillo  | DOM República Dominicana | DNS     | 0 (4850)           |
| —    | Hyleas Fountain      | USA Estados Unidos       | DNS     | 0 (1801)           |

## Pontuação final
| Pos               | Atleta               | País                     | Pontos |
| ----------------- | -------------------- | ------------------------ | ------ |
| Medalha de ouro   | Jessica Zelinka      | CAN Canadá               | 6136   |
| Medalha de prata  | Gretchen Quintana    | CUB Cuba                 | 6000   |
| Medalha de bronze | Lucimara Silva       | BRA Brasil               | 5873   |
| 4                 | Yasmiany Pedroso     | CUB Cuba                 | 5692   |
| 5                 | Virginia Johnson     | USA Estados Unidos       | 5619   |
| 6                 | Elizete Silva        | BRA Brasil               | 5564   |
| 7                 | Yaritza Rivera Ayala | PUR Porto Rico           | 5517   |
| 8                 | Daniela Crespo       | ARG Argentina            | 4951   |
| 9                 | Mirian Quiñonez      | ECU Equador              | 4453   |
| —                 | Juana Rosa Castillo  | DOM República Dominicana | DNF    |
| —                 | Natoya Baird         | TRI Trinidad e Tobago    | DNF    |
| —                 | Hyleas Fountain      | USA Estados Unidos       | DNF    |